# Acyrthosiphon wasintae
Acyrthosiphon wasintae är en insektsart som först beskrevs av Hottes 1933.  Acyrthosiphon wasintae ingår i släktet Acyrthosiphon och familjen långrörsbladlöss. Inga underarter finns listade i Catalogue of Life.